# Ruda Sułowska
Ruda Sułowska – wieś w Polsce położona w województwie dolnośląskim, w powiecie milickim, w gminie Milicz.

## Podział administracyjny
W latach 1975–1998 miejscowość administracyjnie należała do województwa wrocławskiego.

## Historia
Osada założona została w XVI wieku przy hucie przetapiającej rudę darniową wydobywaną z miejsca obecnych stawów rybnych.

## Turystyka
Ruda Sułowska położona jest między stawami rybackimi, które są częścią rezerwatu "Stawy Milickie". We wsi znajduje się łowisko wędkarskie z bezpłatnym parkingiem dla samochodów, punkt sprzedaży karpia oraz liczne gniazda bociana białego. Na południe od wsi została wytyczona i oznakowana ścieżka przyrodnicza prowadząca między stawami.